# آر مار باریک
آر مار باریک یک ستاره است که در صورت فلکی مار باریک قرار دارد.